# Horst Reichel (Mathematiker)
Horst Reichel (* 30. März 1941 in Freiwaldau, Reichsgau Sudetenland) ist ein deutscher Mathematiker, Informatiker und Hochschullehrer.

## Ausbildung
Nach seinem Abitur 1959 studierte Reichel Mathematik an der Technischen Universität Dresden (TU Dresden). Er schloss sein Studium 1964 mit dem Diplom ab. Von 1964 bis 1968 arbeitete Reichel als wissenschaftlicher Assistent am Lehrstuhl für Algebra der TU Dresden. 1968 promovierte er ebenda mit einer Arbeit zum Thema Relativ-freie Strukturen in Kategorien von erzeugbaren Homomorphismen bei Maria-Viktoria Hasse.

## Beruf
Von 1968 bis 1980 war Reichel wissenschaftlicher Mitarbeiter und Abteilungsleiter im Fachgebiet Grundlagenforschung des Kombinates Robotron Dresden.
1975 erhielt er die Facultas Docendi für Algebra. 1980 habilitierte er sich auf dem Gebiet der Algebra an der Humboldt-Universität zu Berlin mit einer Arbeit zum Thema Theorie der Äquoide, Gutachter war Lothar Budach. 1980 wurde er Professor für Algebra an der Sektion Mathematik/Physik der Technischen Universität Magdeburg und 1987 ordentlicher Professor für Theoretische Informatik an der TU Dresden. 1992 wurde Reichel auf eine Professur für Theoretische Informatik, algebraische und logische Grundlagen der Informatik an der Fakultät Informatik der TU Dresden berufen.

## Forschungsinteressen
Reichel forscht auf dem Gebiet der Anwendung algebraischer Methoden, wie zum Beispiel der Strukturellen Induktion, auf die Informatik. Sein Buch Initial computability, algebraic specifications, and partial algebras gehörte zu den ersten detaillierten Darstellungen partieller Algebren als mathematisches Werkzeug in der Informatik.

## Familie
Reichel ist der Sohn von Gustav und Maria Reichel. Er ist verheiratet mit Elfriede Schlotter. Das Ehepaar hat zwei Kinder.

## Schriften
- STACS 2001: 18th Annual Symposium on Theoretical Aspects of Computer Science, Dresden, Germany, February 15–17, 2001 Proceedings, Springer, 2008, ISBN 978-3-540-56013-5
- STACS 2000: 17th Annual Symposium on Theoretical Aspects of Computer Science Lille, France, February 17–19, 2000 Proceedings,   Springer Berlin Heidelberg, 2008, ISBN 978-3-540-67141-1
- Fundamentals of Computation Theory: 10th International Conference, FCT '95, Dresden, Germany, August 22 – 25, 1995. Proceedings,   Springer, 2008, ISBN 978-3-540-60249-1
- Informatik – Wirtschaft – Gesellschaft: 23. GI – Jahrestagung, Dresden, 27. September – 1. Oktober 1993, Springer-Verlag, 1993, ISBN 978-3-540-57192-6
- Hartmut Ehrig, Klaus Peter Jantke, Fernando Orejas, Horst Reichel (Hrsg.): Recent Trends in Data Type Specification. 7th Workshop on Specification of Abstract Data Types, Wusterhausen/Dosse, Germany, April 17–20, 1990. Springer, Berlin / Heidelberg / New York 1990, ISBN 3-540-54496-8. (online)
- Initial Computability Algebraic Specifications and Partial Algebras, Clarendon Press, 1987, ISBN 978-0-19-853806-6
- Structural induction on partial algebras, Akademie-Verlag, Berlin, 1984
- Introduction to theory and application of partial algebras, Akademie-Verlag, Berlin, 1984
- Homomorphism theorem for equationally partial algebras, Commentationes Mathematicae Universitatis Carolinae, Vol. 24, 1983, No. 1 online als pdf